# Devos (comics)
Pour les articles homonymes, voir Devos.
Devos le Dévastateur est un personnage de fiction, super-vilain alien appartenant à l'univers de Marvel Comics. Il est apparu pour la première fois dans le comic book Fantastic Four #359, en décembre 1991.

## Biographie
Enfant, la planète natale de Devos fut pillée, le laissant orphelin. Il grandit dans les ruines jusqu'à ce qu'il soit recueilli par des soldats de passage. Il devint l'un des meilleurs soldats et fut choisi pour subir la Grande Expérience, visant à créer une arme ultime de destruction. Il détermina toutefois qu'il se servirait de ce pouvoir en amenant la paix galactique, en détruisant toute race capable de faire la guerre.
Il passa des années à se battre, chassant et tuant de nombreux aliens (gardant les têtes comme trophées : Skrull, Kree...). 
Lors de sa rencontre avec les Fantastic Four dans l'espace, il testa leur potentiel en les faisant combattre les créatures de son zoo. Déterminé ensuite à les tuer, il réussit à tenir tête aux super-héros qu'il réussit presque à tuer en faisant exploser son vaisseau.
La capsule de sauvetage de Devos fut récupérée par des Skrulls à la solde de Paibok. Tout d'abord opposés, les deux aliens s'allièrent finalement, en compagnie de Lyja, pour vaincre les terriens. Ils capturèrent les Fantastiques mais se retrouvèrent très vite de nouveau ennemis. Finalement, ils furent vaincus, et Devos catapulté dans l'espace à bord de son vaisseau.
Lors du crossover Maximum Security, Devos retourna sur terre et y affronta Daredevil. Il rejoignit ensuite le Maître des maléfices qui cherchait des alliés pour attaquer les Fantastiques. Mais comme tous les autres, il ne s'allia pas avec lui.
Lors du crossover Annihilation, il fut poignardé par Gamora sur Godthab Omega, où il avait rencontré Ronan l'Accusateur et combattu Talos le Skrull. Quand la planète fut envahie par la Vague d'Annihilus, il fut libéré et évacué par Ronan.

## Pouvoirs et capacités
- Devos est un alien humanoïde utilisant une armure cybernétique, lourdement armée (comme des missiles, un projecteur de champ de force personnel, ou un émetteur électrique).
- L'armure lui confère une force surhumaine, lui permettant de soulever près de 90 tonnes.
- Elle est équipée de jetboots, d'un rayon pouvant aveugler ses adversaires.
- Le poignet gauche abrite deux lames et des capsules de gaz anesthésique ou coupe-feu.
- Son masque possède un détecteur infra-rouge et divers capteurs.
- Devos possède d'incroyables ressources militaires, et un vaisseau spatial de combat capable de détruire une planète.
- C'est un guerrier entraîné au corps à corps, au tir et à la chasse.